# Double Vision (álbum)
Double Vision —en castellano: Doble visión— es el segundo álbum de estudio de la banda británico-estadounidense de rock Foreigner y fue publicado en 1978 por Atlantic Records. Fue relanzado en 2002 por el sello Rhino Entertainment.

## Grabación
El álbum fue grabado y mezclado entre diciembre de 1977 y marzo de 1978 en Atlantic Recording Studios, siendo producido por Keith Olsen. Double Vision fue masterizado en los estudios Sterling Sound de Nueva York, Estados Unidos. De esta producción se lanzaron cuatro sencillos: «Hot Blooded», «Double Vision», «Blue Morning, Blue Day» y «Love Has Taken Its Toll», de los cuales los tres primeros alcanzaron gran popularidad en países de habla anglosajona.

## Recepción y crítica
Este disco logró gran aceptación en Canadá y Estados Unidos, llegando hasta la 3.ª posición en los listados del RPM Magazine y Billboard respectivamente. En el Reino Unido y Nueva Zelanda, Double Vision se ubicó en las listas de popularidad de ambas naciones en el puesto 32.º en el año de 1978.
Double Vision consiguió grandes ventas en los Estados Unidos, ya que logró siete discos de platino por más de 7 millones de unidades vendidas. En Canadá también logró la certificación de multiplatino por la Canadian Recording Industry Association por 200 000 copias agotadas.
La reseña realizada por Andy Hinds de Allmusic fue buena, ya que en la misma Hinds reconoce la fórmula y el estilo de Foreigner, así como el trabajo vocal de Lou Gramm y la guitarra de Mick Jones. Hinds le otorgó al álbum una calificación de 4 estrellas de cinco posibles. Por su parte, Robert Christgau, quien puntuó este disco con un C-, criticó duramente al tema «Hot Blooded».

## Reedición de 2002
El sello discográfico Rhino Entertainment relanzó este álbum en el año 2002, el cual contiene dos temas en vivo: «Hot Blooded» y «Love Maker».

## Lista de canciones
| Cara A |                           |                        |          |  |
| N.º    | Título                    | Escritor(es)           | Duración |  |
| 1.     | «Hot Blooded»             | Lou Gramm / Mick Jones | 4:29     |  |
| 2.     | «Blue Morning, Blue Day»  | Gramm / Jones          | 3:12     |  |
| 3.     | «You're All I Am»         | Mick Jones             | 3:24     |  |
| 4.     | «Back Where You Belong»   | Mick Jones             | 3:15     |  |
| 5.     | «Love Has Taken Its Toll» | Gramm / Ian McDonald   | 3:31     |  |

| Cara B |                                       |                                 |          |  |
| N.º    | Título                                | Escritor(es)                    | Duración |  |
| 6.     | «Double Vision»                       | Gramm / Jones                   | 3:44     |  |
| 7.     | «Transmontane» (canción instrumental) | Jones / McDonald / Al Greenwood | 3:55     |  |
| 8.     | «I Have Waited So Long»               | Mick Jones                      | 4:06     |  |
| 9.     | «Lonely Children»                     | Mick Jones                      | 3:37     |  |
| 10.    | «Spellbinder»                         | Gramm / Jones                   | 4:49     |  |
| 38:02  |                                       |                                 |          |  |

| Temas extra de la reedición de 2002 |                                                                  |                        |          |  |
| N.º                                 | Título                                                           | Escritor(es)           | Duración |  |
| 11.                                 | «Hot Blooded» (en vivo desde Anaheim, California, EE. UU., 1983) | Gramm / Jones          | 6:57     |  |
| 12.                                 | «Love Maker» (en vivo desde Chicago, Illinois, EE. UU., 1978)    | Clarke / Reid / Wright | 6:48     |  |
| 51:47                               |                                                                  |                        |          |  |

## Créditos

### Foreigner
- Lou Gramm — voz principal y percusiones.
- Mick Jones — guitarra, piano y coros.
- Ian McDonald — guitarra, teclados, instrumentos de lengüeta y coros.
- Al Greenwood — teclados y coros.
- Ed Gagliardi — bajo y coros.
- Dennis Elliott — batería y coros.

### Músicos adicionales
- David Paich — arreglos de instrumento de cuerdas.
- Ian Lloyd — coros.

### Personal de producción
- Keith Olsen — productor e ingeniero de audio.
- David De Vore — ingeniero de audio.
- Randy Mason — ingeniero asistente.
- Jimmy Douglass — mezcla.
- George Marino — masterización.
- Mac McCollum — técnico asistente
- Michael McConnell — técnico asistente.
- Troby Laidlaw — técnico asistente.
- Norman Seeff — diseño y fotografía.
- Bud Prager — administración.

## Certificaciones
| País           | Asociación | Certificación | Copias vendidas |
| -------------- | ---------- | ------------- | --------------- |
| Canadá         | CRIA       | Platino x 2   | 200 000         |
| Estados Unidos | RIAA       | Platino x 7   | 7 000 000       |

## Listas
| Año  | País           | Lista                                        | Posición máxima |
| ---- | -------------- | -------------------------------------------- | --------------- |
| 1978 | Canadá         | RPM Magazine Top 100 Albums                  | 3.º             |
| 1978 | Canadá         | RPM Top Albums of '78                        | 9.º             |
| 1978 | Estados Unidos | Billboard 200                                | 3.º             |
| 1978 | Nueva Zelanda  | Official New Zealand New Chart Top 40 Albums | 32.º            |
| 1978 | Reino Unido    | UK Albums Chart                              | 32.º            |